# Ennis Hayes
Ernesto Hayes, más conocido como Ennis Hayes (Rosario, 5 de octubre de 1896-Rosario, 6 de febrero de 1956), fue un futbolista argentino que jugó de delantero y desarrolló su carrera principalmente en Rosario Central. Fue internacional con la Selección Argentina. Es después a su hermano Harry Hayes, el segundo jugador que más títulos oficiales de primera división ganó en la historia de Central, con 19 logros de esta índole, de los cuales 5 son torneos nacionales de AFA y 14 pertenecientes a la Liga Rosarina de Fútbol.

## Carrera
Debutó en Rosario Central en 1912, llegando a jugar 167 partidos y convirtiendo 158 goles entre 1912 y 1927. Dejó Central por un breve tiempo durante 1913, fichando por Embarcadero (actual Argentino de Rosario), ya que el club canalla había sido expulsado de la Liga Rosarina. Se reincorporó al club con la creación de la Federación Rosarina de Football. Con el conjunto auriazul se coronó campeón en varias oportunidades, tanto a nivel rosarino como nacional.
Para 1925 fue transferido junto a Antonio Miguel a Tiro Federal. Con este club acrecentaría su ya abultado palmarés, al lograr el título en la Copa Nicasio Vila. Para 1927 retornó a Rosario Central, y si bien tuvo escasa participación, cerró su carrera con un nuevo título, la Copa Vila de ese año.
Su puesto habitual en el ataque era el de insider por el sector izquierdo, actuando ocasionalmente sobre la derecha, ya que demostraba gran habilidad con ambas piernas. Se lo describió como un jugador "científico", que hacía un fútbol inteligente y productivo; su figura estilizada le permitía burlar las recias defensas de aquella época.
Fue un jugador muy hábil, pero con una personalidad conflictiva. En 1917 llegó a ser suspendido de por vida para participar de torneos nacionales por pegarle a un árbitro en un partido contra Racing por la Copa de Honor Municipalidad de Buenos Aires, luego de que el juez sancionara un penal a favor del elenco albiceleste. Dos años después, en 1919, el fallo fue revocado y pudo volver a participar de las Copas nacionales oficiales de las cuales participaba Central.
Patentó una actitud burlona, en un partido ante Argentino (actual Gimnasia y Esgrima de Rosario); luego de gambetear a toda la defensa rival, arquero incluido, en lugar de convertir el gol se sentó sobre la pelota a esperar que se le acercaran más rivales. Incluso su padre, que estaba en la tribuna se enojó y le gritó “hacer el gol sí, pero burlarse del rival, no”.
Pero su gambeta endiablada no solo era utilizada para mofarse del contrario. Se recuerda un gran gol ante Newell's en 1915, en el que eludió a tres rivales hasta llegar al área, desairar al arquero Airaldi con una nueva gambeta e ingresar al arco con pelota y todo.
Volvió a repetir un episodio similar en 1920 en un choque frente a Belgrano de Rosario, en la cancha que Central. Esa tarde, dos minutos después de que su hermano Harry señalara un gol, Ennis gambeteó a Juan Beltramo y en lugar de definir rematando al arco -tal cual lo había hecho ante Gimnasia un año antes- se volvió a sentar encima de la pelota. La reacción de los jugadores rivales no se hizo esperar, por lo que el zaguero del conjunto celeste (a quien había gambeteado segundos antes) se enfureció y le tiró una patada, pero Ennis logró eludirla. Se armó una pelea generalizada entre los jugadores, lo cual obligó al árbitro a suspender el encuentro.
Como particularidad, cabe destacar que según El Gráfico, Ennis Hayes fue el primer jugador de fútbol mencionado en la revista, la cual comenzó a publicarse en 1919.

### Estadísticas en Rosario Central
Resumen según posiciones obtenidas en el club
| Temporada | Liga Rosarina | Copa Competencia | Copa de Honor | Copa Ibarguren |
| --------- | ------------- | ---------------- | ------------- | -------------- |
| 1912      | -             | -                | 1/8           | -              |
| 1913      | 1.º           | 1.º              | -             | -              |
| 1914      | 1.º           |                  |               | 2.º            |
| 1915      | 1.º           | 1/8              | 1/8           | 1.º            |
| 1916      | 1.º           | 1.º              | 1.º           | 2.             |
| 1917      | 1.º           | SF               | SF            | 2.º            |
| 1918      | 2.º           | 1/4              | 1/4           | -              |
| 1919      | 1.º           | -'               | -             | 2.º            |
| 1920      | 1.°           | 1.º              | -             | -              |
| 1921      | 1.º           | -                | -             | -              |
| 1922      | 4.º           | -                | -             | -              |
| 1923      | 1.º           | -                | -             | 2.º            |
| 1927      | 1.º           | -                | -             | -              |

Notas:
- Otros significados: SF (llegó hasta la semifinal), 1/4 (llegó hasta cuartos de final), 1/8 (llegó hasta los octavos de final).

Goles por año
| Año  | Goles |
| ---- | ----- |
| 1912 | 0     |
| 1913 | 1     |
| 1914 | 20    |
| 1915 | 24    |
| 1916 | 23    |
| 1917 | 12    |
| 1918 | 7     |
| 1919 | 22    |
| 1920 | 9     |
| 1921 | 0     |
| 1922 | 19    |
| 1923 | 21    |
| 1927 | 0     |

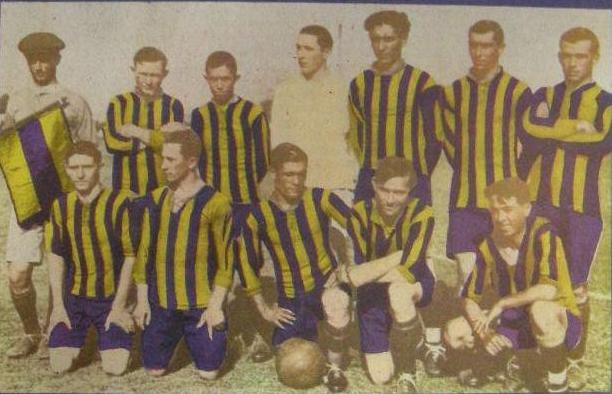
Ennis en el equipo de Central de 1921; se encuentra penúltimo entre los que están hincados.

Nota: Hay que considerar que los datos publicados no son completos; existe un faltante de información en partidos de varios años, en especial el período comprendido entre 1912 y 1913, así como el año 1921, del que no se conocen todos los goleadores de algunos de los encuentros disputados por Central.
- Se encuentra segundo en la tabla de goleadores de Rosario Central en toda su historia, con 158 goles; solo es superado por su hermano Harry , que convirtió 174 tantos.

- Convirtió 5 goles en un partido en 1919; fue por la semifinal de la Copa Competencia ante Eureka, club de Buenos Aires (resultado final 7-0). También convirtió 4 tantos versus Gimnasia y Esgrima de Rosario, por la Copa Vila de 1915 (finalizó 10-0).

- Los equipos que sufrieron sus goles en mayor cantidad son: con 13 goles Provincial, con 12 Sparta y Gimnasia de Rosario, con 11 Embarcadero y Central Córdoba, con 10 Belgrano de Rosario, con 10 Newell's Old Boys y Tiro Federal.[10]

- Sus 10 goles ante Newell's lo posicionan como segundo goleador canalla ante su eterno rival; lo supera nuevamente Harry con 24 goles, mientras que detrás de él se encuentran Edgardo Bauza y Antonio Vázquez, con 9.

- Se puede considerar como el gol más relevante de los 158 que marcó en Central al que convirtió en la final de la Copa de Honor 1916 ante Independiente, siendo el único tanto del encuentro y el que le confirió el título al Canalla.

## Clubes
| Club                           | País      | Año       |
| ------------------------------ | --------- | --------- |
| Rosario Central                | Argentina | 1912      |
| Embarcadero                    | Argentina | 1913      |
| Rosario Central                | Argentina | 1913-1923 |
| Gimnasia y Esgrima de Santa Fe | Argentina | 1924      |
| Tiro Federal                   | Argentina | 1925      |
| Gimnasia y Esgrima de Santa Fe | Argentina | 1926      |
| Rosario Central                | Argentina | 1927      |

## Selección nacional
Disputó 11 encuentros y marcó 4 goles entre 1915 y 1918. Jugó los Campeonatos Sudamericanos 1916 y 1917, consagrándose subcampeón en ambos.
Todos sus partidos fueron ante el mismo rival, Uruguay. Se destaca su actuación del 1 de octubre de 1916, por la Copa Círculo de la Prensa, convirtiendo dos goles. También se hizo presente en la red en su despedida del elenco nacional, el 18 de julio de 1918 por la Copa Premio Honor Uruguayo.

### Participaciones en la Copa América

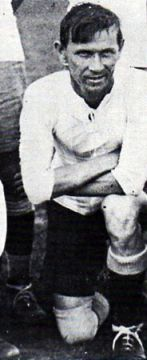
Con la casaca argentina.

| Copa                         | Sede      | Resultado  |
| ---------------------------- | --------- | ---------- |
| Campeonato Sudamericano 1916 | Argentina | Subcampeón |
| Campeonato Sudamericano 1917 | Uruguay   | Subcampeón |

### Partidos en la Selección
| Instancia                    | Fecha      | Rival   | Resultado | Goles |
| ---------------------------- | ---------- | ------- | --------- | ----- |
| Copa Premio Honor Uruguayo   | 18-07-1915 | Uruguay | 3-2       | 0     |
| Campeonato Sudamericano 1916 | 17-07-1916 | Uruguay | 0-0       | 0     |
| Copa Lipton                  | 15-08-1916 | Uruguay | 2-1       | 1     |
| Copa Círculo de la Prensa    | 01-10-1916 | Uruguay | 7-2       | 2     |
| Copa Círculo de la Prensa    | 29-10-1916 | Uruguay | 1-3       | 0     |
| Campeonato Sudamericano 1917 | 14-10-1917 | Uruguay | 0-1       | 0     |
| Copa Premio Honor Argentino  | 15-08-1917 | Uruguay | 0-0       | 0     |
| Copa Premio Honor Argentino  | 25-08-1918 | Uruguay | 2-1       | 0     |
| Copa Lipton                  | 20-09-1918 | Uruguay | 1-1       | 0     |
| Copa Newton                  | 29-09-1918 | Uruguay | 2-0       | 0     |
| Copa Premio Honor Uruguayo   | 18-07-1919 | Uruguay | 1-4       | 1     |

## Palmarés

### Campeonatos internacionales
| Selección | Título                    | Año  |
| --------- | ------------------------- | ---- |
| Argentina | Copa Honor Uruguayo       | 1915 |
| Argentina | Copa Círculo de la Prensa | 1916 |
| Argentina | Copa Lipton               | 1916 |
| Argentina | Copa Lipton               | 1918 |
| Argentina | Copa Newton               | 1918 |
| Argentina | Copa Honor Argentino      | 1918 |

### Campeonatos nacionales
| Título                          | Equipo          | País      | Año  |
| ------------------------------- | --------------- | --------- | ---- |
| Copa de Competencia             | Rosario Central | Argentina | 1913 |
| Copa Dr. Carlos Ibarguren       | Rosario Central | Argentina | 1915 |
| Copa de Honor                   | Rosario Central | Argentina | 1916 |
| Copa de Competencia Jockey Club | Rosario Central | Argentina | 1916 |
| Copa de Competencia             | Rosario Central | Argentina | 1920 |

### Campeonatos regionales
| Título                          | Equipo          | Liga                                     | Año  |
| ------------------------------- | --------------- | ---------------------------------------- | ---- |
| Federación Rosarina de Football | Rosario Central | Federación Rosarina de Football          | 1913 |
| Copa Nicasio Vila               | Rosario Central | Rosarina de Fútbol                       | 1914 |
| Copa Damas de Caridad           | Rosario Central | Rosarina de Fútbol                       | 1914 |
| Copa Nicasio Vila               | Rosario Central | Rosarina de Fútbol                       | 1915 |
| Copa Damas de Caridad           | Rosario Central | Rosarina de Fútbol                       | 1915 |
| Copa Nicasio Vila               | Rosario Central | Rosarina de Fútbol                       | 1916 |
| Copa Damas de Caridad           | Rosario Central | Rosarina de Fútbol                       | 1916 |
| Copa Nicasio Vila               | Rosario Central | Rosarina de Fútbol                       | 1917 |
| Copa Nicasio Vila               | Rosario Central | Rosarina de Fútbol                       | 1919 |
| Copa Asociación Amateurs        | Rosario Central | Asociación Amateurs Rosarina de Football | 1920 |
| Copa Asociación Amateurs        | Rosario Central | Asociación Amateurs Rosarina de Football | 1921 |
| Copa Estímulo                   | Rosario Central | Rosarina de Fútbol                       | 1922 |
| Copa Nicasio Vila               | Rosario Central | Rosarina de Fútbol                       | 1923 |
| Copa Nicasio Vila               | Tiro Federal    | Rosarina de Fútbol                       | 1925 |
| Copa Nicasio Vila               | Rosario Central | Rosarina de Fútbol                       | 1927 |